# Andraegoidus lacordairei
Andraegoidus lacordairei là một loài bọ cánh cứng trong họ Cerambycidae.